# 黑眉雅鶥
黑眉雅鶥（Malacocincla perspicillata）是印尼特有的一種神秘畫眉。牠們有可能生活在婆羅洲，目前只有一個於19世紀發現的標本。
黑眉雅鶥生活在亞熱帶或熱帶的低地森林。牠們目前的保育狀況不明，但未必是已滅絕。
黑眉雅鶥以往被列為易危，但最新的研究卻缺乏資料，故於2008年被列為資料不足。
2020年10月，黑眉雅鶥在180年後於印尼婆羅洲再次被發現。

## 外部連結
- BirdLife Species Factsheet （页面存档备份，存于）